# National Heroes Stadium
National Heroes Stadium – wielofunkcyjny stadion sportowy znajdujący się w Lusace, stolicy Zambii. Na trybunach znajduje się 60 tys. miejsc. Budowa stadionu została sfinansowana pożyczką uzyskaną od Chin. Stadion był budowany przez chińską firmę Shanghai Construction Group. Stadion został otwarty w maju 2014 roku. Powstał on tuż obok Independence Stadium. Stadion budowano z myślą o wykorzystaniu go podczas Pucharu Narodów Afryki w 2019 roku.
Nazwa stadionu nawiązuje do katastrofy lotniczej w Gabonie z 1993 roku, podczas której zginęło kilkunastu piłkarzy z reprezentacji Zambii w piłce nożnej mężczyzn. Początkowo, zgodnie z propozycją ministra sportu Chishimby Kambwili, stadion miał nazywać się Gabon Disaster Heroes National Stadium, jednak w wyniku interwencji prezydenta Zambii Michaela Saty zdecydowano się skrócić nazwę na New Lusaka Stadium.